# Anton Haralanov
Anton Haralanov (in bulgaro Антон Хараланов?; Dimitrovgrad, 7 settembre 1965) è un ex cestista bulgaro.

## Carriera
Con la Bulgaria ha disputato i Campionati europei del 1993.